# A Dallas Stars 1994–1995-ös szezonja
A Dallas Stars 1994-95-ös szezonja a második szezon volt az NHL-ben a csapat történetében. Az 1994-95-ös szezon rövidített szezon volt a bérviták miatt így a csapatok csak 48 mérkőzést játszottak. A csapat ebben a szezonban sem volt erős, mégis besurrant a rájátszásba, ahol a liga legerősebb csapata, a Detroit Red Wings ki is verte.

## Alapszakasz

### Tabella
| Központi Divízió    | MSz | Gy | V  | D | SzG | KG  | P  |
| ------------------- | --- | -- | -- | - | --- | --- | -- |
| Detroit Red Wings   | 48  | 33 | 11 | 4 | 180 | 117 | 70 |
| St. Louis Blues     | 48  | 28 | 15 | 5 | 178 | 135 | 61 |
| Chicago Blackhawks  | 48  | 24 | 19 | 5 | 156 | 115 | 53 |
| Toronto Maple Leafs | 48  | 21 | 19 | 8 | 135 | 146 | 50 |
| Dallas Stars        | 48  | 17 | 23 | 8 | 136 | 135 | 42 |
| Winnipeg Jets       | 48  | 16 | 25 | 7 | 157 | 177 | 39 |

### Mérkőzések

#### Január
| # | Dátum      | Hazai                   | Eredmény | Idegenben           | Hossz. | Tabella | Pont |
| 1 | Január 20. | Vancouver Canucks       | 1 – 1    | Dallas Stars        |        | 0-0-1   | 1    |
| 2 | Január 24. | Los Angeles Kings       | 2 – 4    | Dallas Stars        |        | 1-0-1   | 3    |
| 3 | Január 25. | Mighty Ducks of Anaheim | 1 – 4    | Dallas Stars        |        | 2-0-1   | 5    |
| 4 | Január 28. | San Jose Sharks         | 3 – 2    | Dallas Stars        |        | 2-1-1   | 5    |
| 5 | Január 30. | Dallas Stars            | 1 – 2    | Toronto Maple Leafs |        | 2-2-1   | 5    |

#### Február
| #  | Dátum       | Hazai               | Eredmény | Idegenben               | Hossz. | Tabella | Pont |
| 6  | Február 1.  | Dallas Stars        | 9 – 2    | Mighty Ducks of Anaheim |        | 3-2-1   | 7    |
| 7  | Február 2.  | Dallas Stars        | 1 – 2    | San Jose Sharks         |        | 3-3-1   | 7    |
| 8  | Február 4.  | St. Louis Blues     | 7 – 4    | Dallas Stars            |        | 3-4-1   | 7    |
| 9  | Február 8.  | Toronto Maple Leafs | 3 – 3    | Dallas Stars            |        | 3-4-2   | 8    |
| 10 | Február 11. | Dallas Stars        | 0 – 6    | Calgary Flames          |        | 3-5-2   | 8    |
| 11 | Február 13. | Dallas Stars        | 4 – 7    | Winnipeg Jets           |        | 3-6-2   | 8    |
| 12 | Február 15. | Dallas Stars        | 1 – 3    | Los Angeles Kings       |        | 3-7-2   | 8    |
| 13 | Február 18. | Calgary Flames      | 3 – 2    | Dallas Stars            | HV     | 3-8-2   | 8    |
| 14 | Február 20  | Calgary Flames      | 1 – 2    | Dallas Stars            |        | 4-8-2   | 10   |
| 15 | Február 22. | Edmonton Oilers     | 2 – 1    | Dallas Stars            |        | 4-9-2   | 10   |
| 16 | Február 24. | Dallas Stars        | 3 – 3    | Vancouver Canucks       |        | 4-9-3   | 11   |
| 17 | Február 26. | Dallas Stars        | 1 – 2    | Chicago Blackhawks      |        | 4-10-3  | 11   |
| 18 | Február 28. | Winnipeg Jets       | 0 – 4    | Dallas Stars            |        | 5-10-3  | 13   |

#### Március
| #  | Dátum       | Hazai               | Eredmény | Idegenben               | Hossz. | Tabella | Pont |
| 19 | Március 1.  | Edmonton Oilers     | 3 – 5    | Dallas Stars            |        | 6-10-3  | 15   |
| 20 | Március 3.  | Dallas Stars        | 4 – 0    | Mighty Ducks of Anaheim |        | 7-10-3  | 17   |
| 21 | Március 5.  | Dallas Stars        | 2 – 1    | St. Louis Blues         |        | 8-10-3  | 19   |
| 22 | Március 6.  | Dallas Stars        | 8 – 2    | Los Angeles Kings       |        | 9-10-3  | 21   |
| 23 | Március 8.  | Toronto Maple Leafs | 3 – 2    | Dallas Stars            |        | 9-11-3  | 21   |
| 24 | Március 10. | Winnipeg Jets       | 4 – 3    | Dallas Stars            |        | 9-12-3  | 21   |
| 25 | Március 12. | Dallas Stars        | 4 – 4    | Calgary Flames          |        | 9.12.4  | 22   |
| 26 | Március 13. | Dallas Stars        | 4 – 2    | Chicago Blackhawks      |        | 10-12-4 | 24   |
| 27 | Március 16  | Detroit Red Wings   | 5 – 4    | Dallas Stars            |        | 10-13-4 | 24   |
| 28 | Március 22. | Dallas Stars        | 4 – 4    | Edmonton Oilers         |        | 10-13-5 | 25   |
| 29 | Március 23. | Dallas Stars        | 2 – 1    | Edmonton Oilers         |        | 11-13-5 | 27   |
| 30 | Március 27. | Dallas Stars        | 2 – 3    | St. Louis Blues         |        | 11-14-5 | 27   |
| 31 | Március 30. | Detroit Red Wings   | 3 – 2    | Dallas Stars            |        | 11-15-5 | 27   |

## A szezon statisztikái

### Kanadai táblázat
| Játékos       | MSz | G  | A  | P  | +/- | B  |
| ------------- | --- | -- | -- | -- | --- | -- |
| Dave Gagner   | 48  | 14 | 28 | 42 | +2  | 42 |
| Mike Modano   | 30  | 12 | 17 | 29 | +7  | 8  |
| Kevin Hatcher | 47  | 10 | 19 | 29 | -4  | 66 |
| Mike Donnelly | 44  | 12 | 15 | 27 | -4  | 33 |
| Corey Millen  | 45  | 5  | 18 | 23 | 6   | 36 |